# Flugplätze in Wien
Die hier angeführten Flugplätze und Flugplatzprojekte sind zeitlich eingeschränkt auf die Ära „Fliegen schwerer als Luft“ und räumlich auf die größte Ausdehnung der Stadt während der NS-Herrschaft (Groß-Wien).
In diese Aufstellung wurden jedoch auch drei Flugplätze aufgenommen, die nicht auf dem Stadtgebiet von Groß-Wien lagen. Das Flugfeld Ebergassing lag direkt an der Grenze zwischen Wien und Niederdonau. Der Flugplatz Langenlebarn war während der Besatzungszeit der Flughafen der US-amerikanischen Besatzungstruppen in Wien. Genau so hielt es die Sowjetunion mit dem Flugplatz Bad Vöslau.

## Monarchie

### Flugfeld Simmeringer Haide
Erstmals als Flugfeld wurde die Simmeringer Haide am 23. Oktober 1909 benutzt, als ein Schaufliegen mit Louis Blériot veranstaltet wurde. Am 27. Oktober desselben Jahres unternahm Hauptmann Emanuel Quoika als erster Offizier der k.u.k. Armee Flugversuche. Karl Illner unternahm am 17. Mai 1910 seinen Langstreckenflug Wiener Neustadt – Simmering – Wiener Neustadt mit einer Etrich-Taube. Im Juni 1911 wurde ein Wettfliegen Wien – Budapest – Wien veranstaltet. Danach verlor die Simmeringer Haide als Flugfeld an Bedeutung, der Flugbetrieb wurde eingestellt.

### Flugplatz Aspern
Nach der am 25. Jänner 1912 erfolgten Gründung der Wiener Flugfeld Ges.m.b.H fand ab dem 23. Juni desselben Jahres die „1. Internationale Flugwoche“ statt. 1913 wurden die Flugparks 8 und 14 der k.u.k. Fliegertruppe gegründet. Am 20. März 1918 startete erstmals der Post- und Kurierflugdienst mit der Route Wien – Krakau – Lemberg – Kiew. Zwischen dem 31. August und November 1918 wurde diese Strecke planmäßig beflogen.

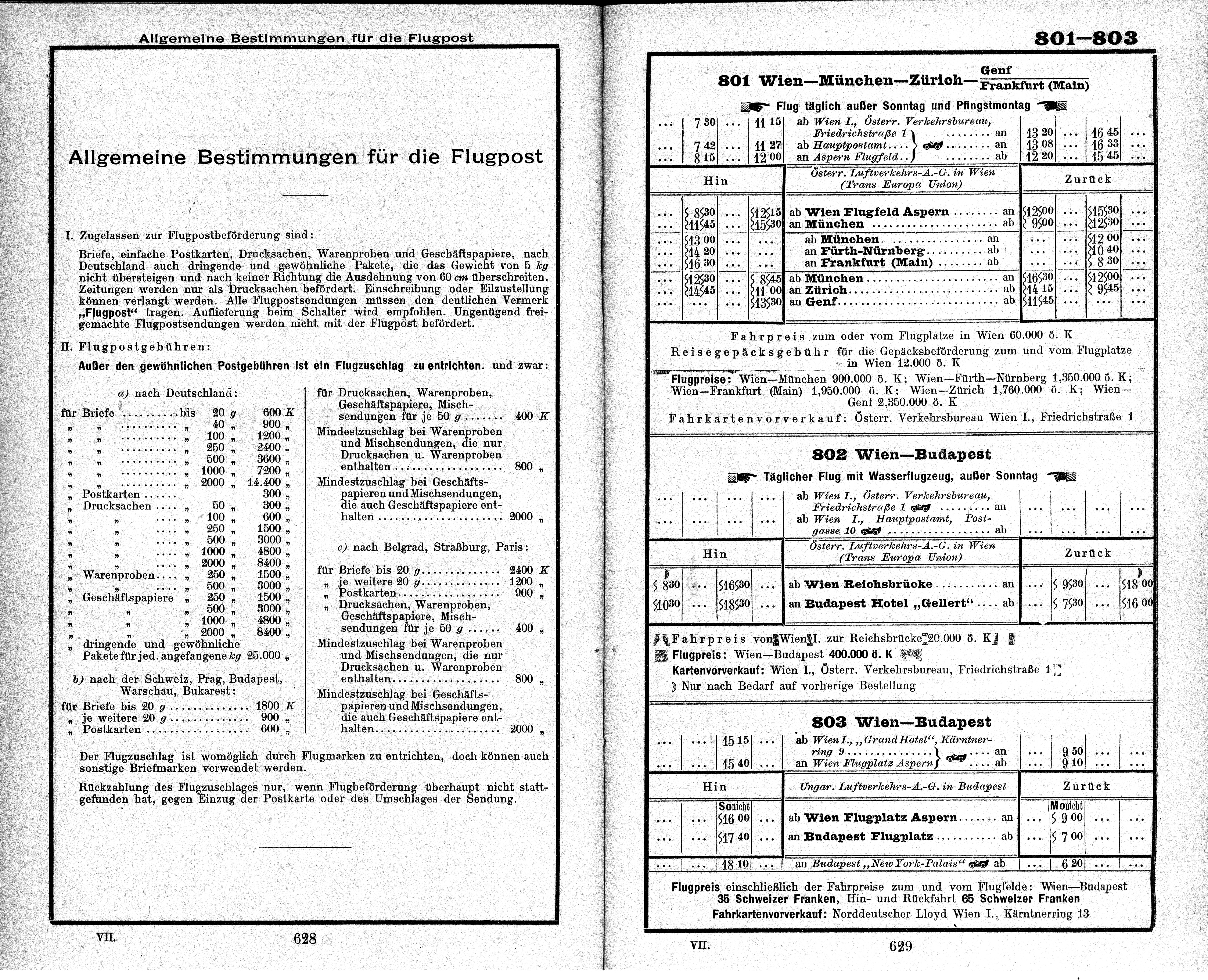
Flüge ab und nach Wien: Aspern und Reichsbrücke 1924

1934 wurde der Flugplatz Aspern zum Standort des Regierungsflugzeugs, einer Douglas DC-2 bestimmt. 1936 wurde diese Maschine an die Swissair verkauft. Während des Österreichischen Bürgerkriegs startete von hier aus Godwin Brumowski zum einzigen Kampfeinsatz der Fliegertruppe des Bundesheeres der Ersten Republik gegen den Goethehof.
Unter der Naziherrschaft in Österreich stieg zunächst die Bedeutung als Verkehrsflugplatz, die Anlage wurde dann aber von der Luftwaffe genutzt.
Während der Besatzungszeit nach dem Zweiten Weltkrieg nutzte ihn die Rote Armee.
Nach der Unterzeichnung des Staatsvertrages 1955 übernahm wieder Österreich die Kontrolle über die schwer beschädigten Anlagen. In den 70er-Jahren wurde hier eine Flugschule angesiedelt, deren berühmtester Absolvent Niki Lauda ist.
Am 31. März 1977 wurde der Flugplatz Aspern geschlossen und der Flugbetrieb eingestellt. Am 18. Dezember 1978 erfolgte der Entzug der Betriebsbewilligung.

### Flugfeld Fischamend
1909 suchte die k.u.k. Aeronautische Anstalt Platz für ein neues Flugfeld, das noch für den Betrieb mit Luftschiffen vorgesehen war, da das Areal beim Arsenal zu klein wurde. Ab 1911 wurde das Flugfeld in Fischamend zum Einfliegen neuer Flugzeuge der k.u.k. Fliegertruppe genutzt. 1914 gelang hier erstmals die Aufnahme des Funkkontakts mit einem fliegenden Flugzeug und 1917 wurde gemeinsam mit der Technischen Hochschule in Wien ein Windkanal errichtet.
Entsprechend den Bestimmungen des Vertrags von Saint Germain wurden alle flugtechnischen Einrichtungen demontiert oder zerstört. Diese Arbeiten waren am 14. Februar 1921 abgeschlossen.
Während des Zweiten Weltkriegs diente das Areal der deutschen Luftwaffe als Behelfsflugplatz.

### Werksflugplatz Hennersdorf
1913 nahm die Wiener Karosserie- und Flugzeugfabrik (WKF) Doktor Wilhelm von Gutmann in der Schumanngasse die Produktion von Flugzeugen auf. Die Endmontage und das Einfliegen der Flugzeuge fand auf dem Flugplatz Aspern statt.
1916 erfolgte die Übersiedlung in die Laxenburger Straße 131–135 und 1917 wurde in Hennersdorf ein Werksflugplatz mit Endmontage errichtet.
Den Bestimmungen des Friedensvertrags von Saint Germain entsprechend musste die Fabrik die Produktion einstellen. Damit bestand auch an dem Werksflugplatz kein Bedarf mehr und dieser wurde geschlossen.

## 1. Republik

### Flugplatz Jedlesee
- Landflugzeuge:

Die Pläne für einen zweiten Flugplatz in Wien entstanden noch während der Kontrolle des Flugplatzes von Aspern durch die Entente. Das Areal befand sich am linken Donauufer bei Jedlesee auf Höhe der Anlegestelle von Nußdorf.
Am 14. Mai 1923 landete der Chefpilot der Firma Junkers & Co., Hans Baur, erstmal mit einer Junkers F 13 auf dem neuen Flugplatz. Ab 23. Mai gab es einen regelmäßigen Flugverkehr zwischen Wien und München.
- Wasserflugzeuge:

Ab dem 16. Juli 1923 wurde der Linienverkehr nach Budapest mit Wasserflugzeugen aufgenommen. In der Hauptstadt von Ungarn befand sich die Anlegestelle beim Hotel Gellért, so dass die Flüge (beinahe) von Stadtzentrum zu Stadtzentrum geführt wurden.
Im Jahr 1924 wurde der Flugplatz für Landflugzeuge nach Aspern verlegt und der für Wasserflugzeuge zur Reichsbrücke.

### Landeplatz Reichsbrücke
Die erste Landung am Landeplatz Reichsbrücke für Wasserflugzeuge führte am 11. Jänner 1923 eine Junkers F-13 durch. Hauptsächlich benutzt wurde er durch die ungarische Fluggesellschaft Aero-Express. Zwischen 21. April und 31. Dezember 1924 flog von hier aus die OELAG täglich außer Sonntag nach Budapest. Ab dem 7. August 1924 nahm die OELAG außerdem die Route Wien-Reichsbrücke – Linz – Wels – Sankt Wolfgang im Salzkammergut auf.

### Station Winterhafen
Die Station Winterhafen für Schwimmer- und Flugboote wurde von der OELAG und der ungarischen Fluglinie Aero-Express zwischen dem 4. Mai und dem 30. September 1925 genutzt.
Während des Zweiten Weltkriegs waren zur Beseitigung von aus der Luft abgeworfenen Minen Schwimmerflugzeuge der Luftwaffe im Winterhafen stationiert, die von hier aus starteten. Bei der Verlegung von Schwimmerflugzeugen und Flugbooten zwischen Norddeutschland und dem Mittelmeer wurde die Donau für Zwischenlandungen genutzt.

### Bootssteg beim Kahlenbergerdorf
Der Bootssteg beim Kahlenbergerdorf war ab 23. April 1928 Ankerplatz für ein Lohner-Flugboot der ehemaligen Kriegsmarine von Österreich-Ungarn. Im September 1928 wurde das Flugboot nach Pörtschach am Wörthersee verlegt. Dort erhielt es den Namen „Nelly“ und wurde für Rundflüge genutzt.

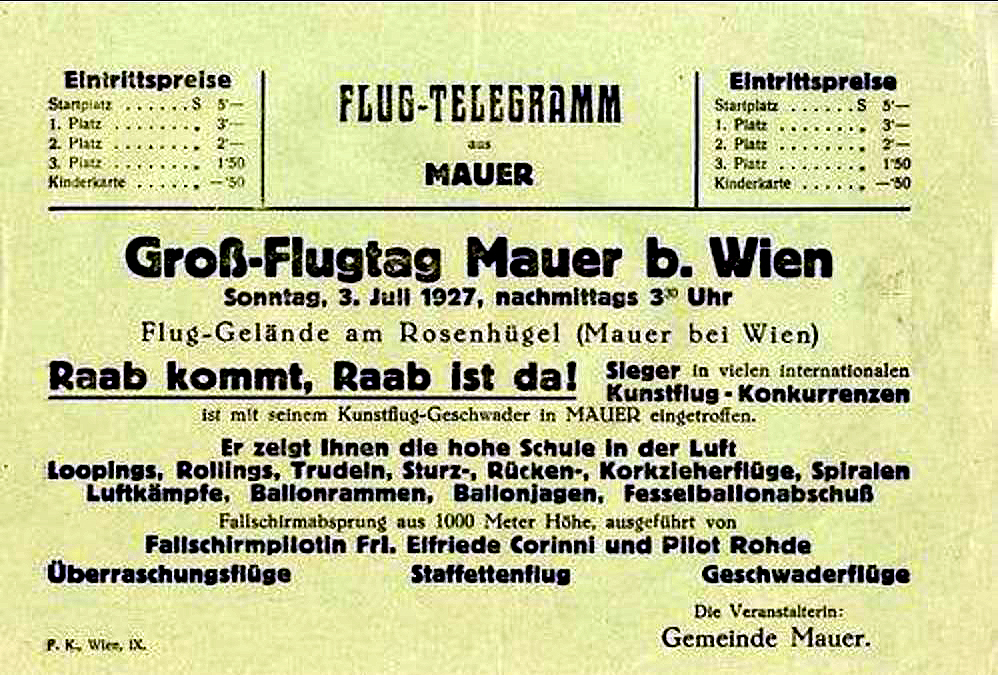
Programm des Flugtages in Mauer am 3. Juli 1927

### Flugplatz „Mauer International Airport“
Zur Entlastung des Flughafens Aspern wurde 1925 das Projekt eines Flughafens Mauer diskutiert. Am 12. November 1925 fand die 1. Österreichische Flugkonferenz in Mauer statt und am 29. November 1925 ein Propagandaflug von Aspern nach Mauer.
Nachdem die Arbeiten begonnen hatten, fand am 14. Februar 1926 auch die 2. Österreichische Flugkonferenz in Mauer statt. Am 3. Juli 1927 fand auf dem Fluggelände Mauer ein Flugtag mit 40.000 Zusehern statt.
Am 3. Oktober 1929 wurde die Betriebsbewilligung entzogen.

### Flugplatz Inzersdorf (Projekt)
Als Nachfolger für den geschlossenen „International Airport Mauer“ wollte der Gemeinderat von Mauer auf dem Gemeindegebiet von Inzersdorf einen Flugplatz errichten. Das Vorhaben scheiterte jedoch ebenfalls.

## Drittes Reich

### Schwechat
Offizieller Baubeginn für den heutigen Flughafen Wien-Schwechat war der am 14. Mai 1938 erfolgte Spatenstich durch Hermann Göring. Nach der Fertigstellung wurde hier die Jagdfliegerschule 5 stationiert.
1942 wurden Teile der Ernst Heinkel Flugzeugwerke nach Schwechat verlegt und für die Flugzeugerprobung eine 1.500 Meter lange Betonpiste angelegt. Ab August 1943 erfolgten immer wieder Bombenangriffe.
Nachdem das Flugzeugwerk mit der Produktion der Heinkel He 162 „Volksjäger“ beauftragt worden war – diese erfolgte in der Seegrotte bei Hinterbrühl –, wurden die Flugzeuge hier eingeflogen. Im März 1945 wurde das Werk nach Westen verlegt. Die Rote Armee eroberte den Flugplatz am 5. April 1945.
Am 24. Juli 1945 wurde der Flugplatz an die britischen und französischen Besatzungstruppen übergeben, die ihn durch die British European Airways BEA und die Air France trotz Protesten durch die Sowjets auch zivil nutzten. Wegen des zunehmenden Flugverkehrs musste 1952 die Start- und Landebahn saniert werden. Der Flugbetrieb wurde in dieser Zeit über Langenlebarn abgewickelt.
Noch während der Besatzungszeit erhielt die österreichische Bundesregierung über den Flughafen Schwechat ein Mitspracherecht. Am 11. Dezember 1953 wurde die Flughafen Wien Betriebsgesellschaft gegründet, am 1. Jänner 1954 nahm diese den Betrieb auf.

### Langenlebarn
Die deutsche Luftwaffe griff die vom Bundesheer der 1. Republik erstellten Pläne für einen Fliegerhorst östlich von Tulln an der Donau in Niederösterreich auf und begann im September des Jahres 1938 mit der Errichtung.
Während des Zweiten Weltkriegs wurde der Fliegerhorst Langenlebarn trotz der schweren Bombenangriffe auf das weiter im Osten gelegene Wien und der im Westen gelegenen Rüstungsbetriebe erst spät selbst zum Ziel.
Im Juli 1945 bekamen die US-Truppen den in der sowjetischen Besatzungszone gelegenen Flughafen zugewiesen. Die Verbindungsroute zwischen der „US Air Force Station Tulln – Vienna“ und der von allen vier Alliierten besetzten Stadt Wien wurde zwar vertraglich vereinbart, Probleme auf der Strecke gab es aber immer wieder.
Ab Juni 1946 nahm die US-amerikanische Luftlinie „Pan American World Airways (PanAm)“ den Linienverkehr von New York nach Langenlebarn auf. Im selben Jahr wurde für den Rest der Besatzungszeit der Name des Flugplatzes auf „Army Air Base Tulln“ geändert.
1967 bekam die Kaserne den Namen „Fliegerhorst Brumowski Langenlebarn-Tulln“, nach dem Fliegerass des Ersten Weltkrieges, Godwin Brumowski.

### Zwölfaxing
Baubeginn für den Flugplatz Zwölfaxing war bereits im April 1938. Hier wurde die Flugzeugführerschule A/B 114 stationiert, die während der Vorbereitung des Balkanfeldzugs nach Langenlebarn bei Tulln verlegt wurde, um Platz für das Kampfgeschwader 2 zu schaffen. Anschließend diente er wieder Schulungszwecken.
Im Sommer 1943 wurde der Schulungsbetrieb eingestellt und der Flugplatz am 3. August den Heinkel-Werken übergeben, um hier die Heinkel He 177 zu erproben.
1944 wurde der Flugplatz immer wieder von der US-Luftwaffe bombardiert, wobei einige Gebäude zerstört wurden. Die deutsche Luftwaffe stationierte hier immer wieder Jagdgeschwader. Im März 1945 wurden die Flugzeuge nach Westen verlegt und die intakten Einrichtungen von der deutschen Wehrmacht gesprengt.
Während der Besatzungszeit belegte die Rote Armee den Flugplatz. Nach deren Abzug ergab eine Überprüfung, dass ein Wiederaufbau unmöglich war. Unter dem Namen Burstyn-Kaserne wird der ehemalige Flugplatz heute vom österreichischen Bundesheer genutzt.

### Seyring
In Seyring wurde ein Außenlandeplatz für die Flugzeugführerschulen in Langenlebarn, Schwechat und Zwölfaxing errichtet. 1940/1941 entstanden Pläne, Seyring als Ersatz für den Flugplatz Aspern auszubauen. Zwischen Februar und Juni 1944 wurde hier das Jagdgeschwader 302 zum Schutz von Flugzeugwerken und Erdölanlagen im Raum Wien stationiert.
Die abziehenden deutschen Truppen zerstörten am 8. April 1945 den Flugplatz. Die ersten Einheiten der Roten Armee besetzten am 12. April 1945 den Flugplatz.
Am 20. Juli 1951 erhielt der Österreichische Modell- und Sportflieger Club „Wilhelm R. Kress“ die Genehmigung zur Durchführung eines Segelflugbetriebes. Der Flugbetrieb konnte aber erst 1953 aufgenommen werden.
Am Montag, den 26. August 1957 flüchteten zwei tschechoslowakische Staatsbürger mit einem Sportflugzeug nach Österreich und landeten am ehemaligen Flugfeld Seyring.
Am 3. Mai 1981 rückte das ehemalige Flugfeld wieder in das Blickfeld der Öffentlichkeit. Der tschechoslowakische Pilot Vaclav Otahal flüchtete mit seiner Frau und seinem Sohn mit einem Agrarflugzeug nach Österreich und landete am ehemaligen Flugplatz.
Heute sind vom Flugplatz und seinen Einrichtungen nur mehr wenige Reste erhalten. Im Zuge der Straßenbauarbeiten für die Nordautobahn verschwanden weitere Reste des Fliegerhorstes für immer.

### Deutsch-Wagram
Der Flugplatz Deutsch-Wagram südöstlich von Deutsch Wagram wurde 1940/41 angelegt und nach dem Krieg zunächst von der russischen Armee verwendet. Pläne für einen Ausbau zur Entlastung von Aspern wurden zugunsten eines Ausbaus in Schwechat nicht weiterverfolgt. Später als Modellflugplatz verwendet, sollte der Flugplatz aufgrund eines Vertrages zwischen Flughafen Wien Betriebsgesellschaft und ÖAeC als Ersatz für den 1977 aufgelassenen Flughafen Wien Aspern als Flugplatz für die Allgemeine Luftfahrt ausgebaut werden. Das wurde nie umgesetzt. Ein Großteil der befestigten Flächen ist mittlerweile dem Abbau von Schotter und Sand zum Opfer gefallen.

### Ebergassing
Ein in Ebergassing errichteter Feldflugplatz wurde von der Luftwaffe und dem Nationalsozialistischen Fliegerkorps NSFK genutzt. Seit der Räumung im April 1945 erfolgte kein Flugbetrieb mehr.

### Münchendorf
Der Flugplatz in Münchendorf wurde im April 1941 von der III. Gruppe des Kampfgeschwaders 2 für die Vorbereitung des Balkanfeldzugs belegt. Später wurden hier für die Reichsverteidigung Jagdflugzeuge stationiert. Der schwerste Luftangriff der US-Luftwaffe erfolgte am 16. Juli 1944 und forderte zahlreiche Tote unter dem Bodenpersonal und der Luftabwehr. 1945 wurde der Flugplatz von der Wehrmacht zerstört.

## 2. Republik

### Amerikanisches Flugfeld Heiligenstadt
Entlang des Donaukanals wurde im Herbst 1945 oberhalb der Heiligenstädter Brücke ein Flugfeld für den Flugverkehr mit kleinen einmotorigen Flugzeugen errichtet, das von der US Army bis zum Ende der Besatzungszeit 1955 betrieben wurde. Der amerikanische General Mark W. Clark benutzte es mit einer Stinson L-5 („Big Boss“), um sich beim Verlassen von Wien nach Langenlebarn oder in die westlichen Besatzungszonen Probleme in der sowjetischen Besatzungszone zu ersparen. So wurden militärische Transferflüge von hier zum Tulln Air Base, wie der Fliegerhorst Brumowski in Langenlebarn damals hieß, eingerichtet.
In den Jahren 1953 und 1954 wurden mit Genehmigung des Brigadegenerals Fitts auch so genannte Keuchhustenflüge für Wiener Kinder von Heiligenstadt durchgeführt.
Am Donnerstag, den 18. August 1955 wurde der Flugbetrieb in Heiligenstadt eingestellt und das Flugplatzgelände geräumt.

### Britisches Flugfeld Schönbrunn
Das britische Flugfeld wurde im Sommer 1945 für kleine einmotorige Flugzeuge zwischen dem Areal von Schloss Schönbrunn und dem Wienfluss errichtet. Der Flugbetrieb war bis zum Abzug aus Österreich im Jahr 1955 aufrecht.

### Das britische Flugfeld am Küniglberg
Am 15. Jänner 1951 wurde Bürgermeister Jonas von der britischen Besatzungsmacht in Kenntnis gesetzt, dass auf dem Gelände der ehemaligen Kaserne am Küniglberg ein Feldflugplatz angelegt werden soll. Die Start- und Landebahn, die 30 Meter breit und 300 Meter lang sein sollte, wurde zwischen den Gebäuden angelegt. Im August 1951 wurden die Arbeiten abgeschlossen und die ersten Starts und Landungen wurden durchgeführt. Bei den Starts und Landungen sollte die Wiener Berufsfeuerwehr eine Brandwache stellen.
Am 30. November 1951 beschäftigte der Landestreifen sogar den Alliierten Rat. In der Sitzung beschuldigte der sowjetische Hochkommissar seinen britischen Kollegen am Küniglberg einen Flugplatz für schwere Transportflugzeuge zu errichten. Botschafter Sir Harold Caccia lud seinen sowjetischen Amtskollegen zu einer Besichtigung des Landeplatzes ein um sich selbst davon zu überzeugen das nur kleine Verbindungsflugzeuge am Küniglberg starten und landen könnten.
Am 6. Mai 1955 wurde das Flugfeld Vertretern des Wiener Magistrates übergeben.

### Großflugplatz Simmering (Projekt)
Für den Fall, dass die Sowjetunion über Wien eine Blockade nach Berliner Vorbild verhängen würde, planten die westlichen Alliierten in einem von ihnen besetzten Bezirk der Stadt einen für große Flugzeuge geeigneten Flugplatz anzulegen.
In der ersten Ausbauphase sollte den Planungen der US Army zufolge dieser auf der Simmeringer Haide errichtet werden. Die später hinzugezogene US Air Force bemängelte die zu kurz geplante Start- und Landebahn und wies auf die Notwendigkeit einer elektronischen Anflughilfe hin. Anfang 1948 stimmte der verantwortliche Air Force-Kommandant General Curtis E. LeMay der Errichtung zu.
In einer zweiten Ausbaustufe sollte eine zweite Landebahn östlich des Wiener Zentralfriedhofs auf dem Gelände der heutigen Zentralwerkstätte der Wiener Linien errichtet werden.
Das Ende der Berliner Blockade beendete vorerst auch die Planungsarbeiten am Großflugplatz Simmering. Die Idee lebte allerdings während des Koreakriegs noch einmal auf, diesmal aber unter Mitarbeit der Stadt Wien. Diese stand dem Projekt allerdings skeptisch gegenüber, denn eine große Zahl an Gärtnereien, die die Stadt mit Lebensmitteln versorgte, hätte dem Flugplatz weichen müssen, um Lebensmittel einfliegen zu können.

### Flugplatz Dornbach (Projekt)
Als Alternative zum Großflugplatz in Simmering stand der Flugplatz Dornbach zur Debatte. Projektiert war er entlang der Alszeile, wäre aber nur für die weniger leistungsfähigen Douglas C-47 geeignet gewesen. Das Projekt Dornbach-Alszeile wurde an die vierte Stelle der untersuchten Projekte gereiht.

### Flugplatz Nußberg (Projekt)
Ein weiteres Flugplatzprojekt der Westalliierten nach den kommunistischen Unruhen vom Oktober 1950 war die Errichtung einer 3.600 Fuß langen Start- und Landebahn auf dem Plateau des Nußberges im 19. Wiener Gemeindebezirkes. Nach Beurteilung aller laufenden Projekte wurde das Projekt Nußberg an die dritte Stelle gereiht.

### Flugplatz Krottenbachstraße (Projekt)
Von Angehörigen der US-Armee wurde die im amerikanischen Sektor von Wien gelegene Krottenbachstraße untersucht. Nach der Begutachtung wurde eine positive Bewertung des Projektes abgegeben. Auf einer Fläche zwischen der Krottenbachstraße und der Hackenberggasse sollte eine 3.600 Fuß lange in NW-SO angelegte Start- und Landebahn errichtet werden. Das Projekt Krottenbachstraße wurde an fünfte und somit letzte Stelle der untersuchten Projekte gereiht.

### Flugplatz Schönbrunner Schlosspark (Projekt)
Das Fehlen von geeigneten Grundstücken zur Anlage eines Großflugplatzes in den Bezirken der Westalliierten führte die Experten der US-Armee auch auf das Gelände des Schlossparkes Schönbrunn. Das Projekt Schönbrunner Schlosspark wurde an die zweite Stelle der untersuchten Projekte gereiht.

## Ab 1955

### Außenlandeplätze in städtischen Einrichtungen
- Allgemeines Krankenhaus – Außenlandeplatz „Sportplatz Sensengasse“

Der Sportplatz Sensengasse ist vom Gelände des AKH durch die Spitalgasse getrennt. Angeflogen wurde er von Transporten für die 2. Unfallchirurgie, die Patienten mussten aber mit einem Rettungswagen abgeholt werden. Einrichtungen für die Flugsicherung waren nicht vorhanden.
- Allgemeines Krankenhaus – Außenlandeplatz 1. Hof

Der 1. Hof ist Teil des Krankenhausareals wurde für Krankentransporte für die 1. Unfallchirurgie benutzt. Die Hubschrauber wurden allerdings durch im Hof befindliche Bäume und die Gebäude behindert.
- Allgemeines Krankenhaus – Außenlandeplatz Ostarrichi-Park

Der Außenlandeplatz Ostarrichi-Park zwischen der Oesterreichischen Nationalbank und der Alser Straße ersetzte den Außenlandeplatz im 1. Hof des Allgemeinen Krankenhauses.
- Außenlandeplatz Neues Allgemeines Krankenhaus

Der Außenlandeplatz Neues Allgemeines Krankenhaus wurde nach der Übersiedlung der Universitätsklinik für Notfallmedizin ins neue AKH am 1. Juli 1991 in Betrieb genommen. Alle bisher genannten Außenlandeplätze des AKH wurden aufgegeben.
- Außenlandeplätze Sozialmedizinisches Zentrum Ost – Donauspital

Die beiden Außenlandeplätze des SMZ Ost im 22. Wiener Gemeindebezirk sind seit dem 8. April 1992 in Betrieb.
Ein Außenlandeplatz befindet sich auf dem Dach des Operationstraktes und ist für Hubschrauber mit maximal drei Tonnen Gesamtgewicht zugelassen.
Der zweite Außenlandeplatz wurde seitlich vor dem Spitalsgebäude angelegt und ist für Hubschrauber mit maximal fünf Tonnen Gesamtgewicht zugelassen.
- Außenlandeplatz Klinik Landstraße

Auf dem 2013 eröffneten Südzubau der Klinik Landstraße befindet sich ein Dachlandeplatz. Zuvor mussten Hubschrauber im Patientengarten landen.

### Weitere Außenlandeplätze der Wiener Spitäler
Bei diesen Außenlandeplätzen handelt es sich um provisorische Landeflächen, die bei Nacht oft nicht angeflogen werden können.
- Krankenhaus Rosenhügel
- Kaiser-Franz-Josef-Spital (Sozialmedizinisches Zentrum Süd)
- Krankenhaus Floridsdorf
- Unfallkrankenhaus Meidling

### Nicht mehr angeflogen werden die Außenlandeplätze dieser Spitäler
- Kinderklinik Glanzing (Krankenhaus geschlossen)
- Orthopädisches Spital Speising
- Mautner Markhof’sches Kinderspital (Krankenhaus geschlossen)
- Gottfried von Preyer’sches Kinderspital (Krankenhaus geschlossen)
- Krankenhaus Hietzing (vormals Krankenhaus Lainz) (Ein Landeplatz befindet sich im zugehörigen Neurologisches Zentrum Rosenhügel)

### Außenlandeplätze in Kasernen und Bundesgebäuden
- Flugplatz Meidlinger Kaserne (Meidlinger Trainkaserne)

Dieser Flugplatz darf nur von Hubschraubern der Exekutive, des Österreichischen Bundesheeres und der Rettung angeflogen werden. Privaten Helikoptern ist die Landung nur nach vorhergegangener Genehmigung durch das Bundesministerium für Inneres gestattet.
In Betrieb ist er seit dem 31. Oktober 1956, als Start- und Landeplatz wurde bis 1967 der ehemalige Exerzierplatz verwendet, danach wurde ein neuer Landeplatz errichtet.
Ab 1991 flog der Notarzthubschrauber Martin von hier aus Einsätze. Am 1. April 2001 erfolgte die Verlegung des Notarzthubschraubers nach Aspern.
- Sportplatz der Maria Theresien-Kaserne:

Der Sportplatz der Maria Theresien-Kaserne wird hauptsächlich als Landeplatz für VIP-Flüge verwendet. Ein viel beachteter Flug war 1960 der Überstellungsflug von Kardinal Franz König und seinem Sekretär, die beide in Jugoslawien bei einem Autounfall schwer verletzt worden waren und mit einem Bundesheerhubschrauber nach Wien gebracht wurden.
- Der Hubschrauberlandeplatz am Dach des Westbahnhofes:

Am Freitag, dem 21. Oktober 1955 berichtete die Zeitung „Neues Österreich“ vom Plan auf dem Dach des neuen Westbahnhofes einen Hubschrauberlandeplatz zu errichten. Die Zeitung berichtete unter der Schlagzeile: „Hubschrauberflugplatz auf dem Dach des Westbahnhof-Postamtes“:
„... Beim Westbahnhof-Postamt hat man aber auch vorausplanend an die Zukunft gedacht. Das Dach des Gebäudes ist als Landeplatz für Hubschrauber konstruiert. Hier können später einmal Helikopter, die für den Flugplatz Schwechat bestimmten Postsendungen aufnehmen und innerhalb weniger Minuten zum abfahrtsbereiten Flugzeug bringen. Heute besorgen zwei Volkswagen diese Transporte. Die Manipulation eingerechnet, dauert es derzeit zwei Stunden, bis die Postsendung vom fünfzehnten Bezirk nach Schwechat und an Bord der Maschine gelangt“
Nach Abschluss der Bauarbeiten wurde die erste Hubschrauberlandung, am Donnerstag, dem 21. Juni 1956, in allen Medien ausführlich behandelt. Neben zahlreichen Zeitungsartikeln ist auch ein Filmbericht in der Austria Wochenschau gezeigt worden. Zu einer Aufnahme eines Flugbetriebes ist es jedoch nie gekommen und das Projekt wurde aufgegeben.

### Außenlandeplätze der Polizeidirektion Wien
Im Rahmen von Einsätzen der Exekutive werden Hubschrauberlandungen in der Rossauer Kaserne und am Liechtenwerder Platz durchgeführt.

### Außenlandeplätze Donauinsel
Diese Außenlandeplätze auf der Donauinsel wurden für VIP-Flüge angelegt.

### Außenlandeplatz ORF-Zentrum
Der Außenlandeplatz ORF-Zentrum auf dem Rosenhügel in Wien wurde ursprünglich von einem ORF-eigenen Hubschrauber angeflogen. Nachdem dieser aus Kostengründen verkauft worden war, wurde das Areal für andere Zwecke benutzt.

### ASKÖ-Sportflugzentrum Donauwiese
Vom 24. April 1960 bis zur Errichtung der Donauinsel betrieb die ASKÖ auf der Donauwiese bei Jedlesee ein Flugsportgelände.

### Außenlandeplatz beim General Motors-Werk
Da laut einer Entscheidung der Bundesregierung der ÖAMTC die Rettungsflüge in Österreich übernehmen sollte, musste ein Ersatzlandeplatz für den Notarzthubschrauber (bisher Meidlinger Trainkaserne) gefunden werden. Die Firma General Motors stellte einen Landeplatz auf Werksgelände zur Verfügung, wo 2004 für die Mannschaft ein neuer Hangar sowie Unterkunftsräume errichtet wurden. Bis 2017 war Christophorus 9 vom Christophorus Flugrettungsverein auf dem Platz mit dem ICAO-Code LOAJ stationiert. Er übersiedelte auf den Platz auf der ÖAMTC-Zentrale.

### Außenlandeplatz ÖAMTC-Zentrale
Seit April 2017 ist auf dem Dach der Wiener ÖAMTC-Zentrale in Wien-Erdberg neben der Wiener Südosttangente der Notarzthubschrauber Christophorus 9 stationiert, nachdem er zuvor 16 Jahre auf dem Areal des einstigen Flughafens Aspern stationiert war.